# Örvös törpelúd
Az örvös törpelúd, más néven kétszínű törpelúd (Nettapus coromandelianus) a lúdalakúak rendjébe, ezen belül a récefélék (Anatidae) családjába, a réceformák (Anatinae) alcsaládjába tartozó faj.

## Előfordulása
Banglades, Kambodzsa, Kína, Hongkong, India, Indonézia, Japán, Laosz, Malajzia, Mianmar, Nepál, Omán, Pakisztán, Pápua Új-Guinea, Fülöp-szigetek, Szingapúr, Srí Lanka, Tajvan, Thaiföld, Vietnám és Ausztrália területén honos. Kóborlásai során eljut Bahreinbe, Iránba, Irakba, Jordániába és a Maldív-szigetekre is. A természetes élőhelye az édesvizí tavaknál, elárasztott rizsföldeken, öntöző tartályoknál van.

## Alfajai
- Nettapus coromandelianus coromandelianus
- Nettapus coromandelianus albipennis

## Megjelenése
Testhossza 25 centiméter, testtömege 160 gramm. A récefélék családjának legkisebb testű tagja és a vízimadarak közül is az egyik legkisebbnek számít.
A hím tollazata kétszínű, fekete és fehér, a tojó barnás.
|  |  |

## Életmódja
Főleg növényi anyagokkal táplálkozik, különösen tündérrózsafélékkel, de eszik rovarokat, rákokat is.

## Szaporodása
Párzási időszaka júliustól szeptemberig tart. Fészekalja 8-15 tojásból is állhat.